# 承慶
承慶（1670年3月21日—1671年5月26日），清朝康熙帝的儿子（实际的三子，但因早殇未序齿）。承慶生于康熙九年（1670年）闰二月初一，生母是那拉惠妃，当时康熙皇帝虚岁十七。承慶是胤禔的同母哥哥，只活了2岁，康熙十年（1671年）四月十八，承慶病死。